# Jean-François Hamtramck
Pour les articles homonymes, voir Hamtramck.
Jean-François Hamtramck (1756-1803) est un officier américain d'origine Allemande, né à Montréal (Québec), qui s'est enrôlé et distingué dans l'Armée continentale lors de la guerre d'indépendance des États-Unis.

## Biographie
Après la guerre d'indépendance, Jean-François Hamtramck reste dans l'armée des États-Unis notamment lors de la guerre amérindienne du Nord-Ouest (1785–1795). En 1787, il devient commandant du Fort Vincennes dans le Pays des Illinois et il négocie un traité de paix avec les tribus amérindiennes locales. 
Il est nommé lieutenant-colonel de la Légion des États-Unis en 1793, puis promu au grade de colonel en 1802. Il meurt le 11 avril 1803.
La ville de Hamtramck dans le Michigan porte son nom.